# Capo d'Orlando
Capo d'Orlando é uma comuna italiana da região da Sicília, província de Messina, com cerca de 12.658 habitantes. Estende-se por uma área de 14 km², tendo uma densidade populacional de 904 hab/km². Faz fronteira com Capri Leone, Brolo,  Naso, Torrenova,Mirto.
Era conhecida como Agartirna durante o período romano.

## Demografia
| Variação demográfica do município entre 1861 e 2011                               |
|                                                                                   |
| Fonte: Istituto Nazionale di Statistica (ISTAT) - Elaboração gráfica da Wikipedia |